# حسن إرين
حسن إرين (بالتركية: Hasan Eren)‏ هو عالم تركي، ولد في 15 مارس 1919 في فيدين في بلغاريا، وتوفي في 26 مايو 2007 في أنقرة في تركيا.